# 장례

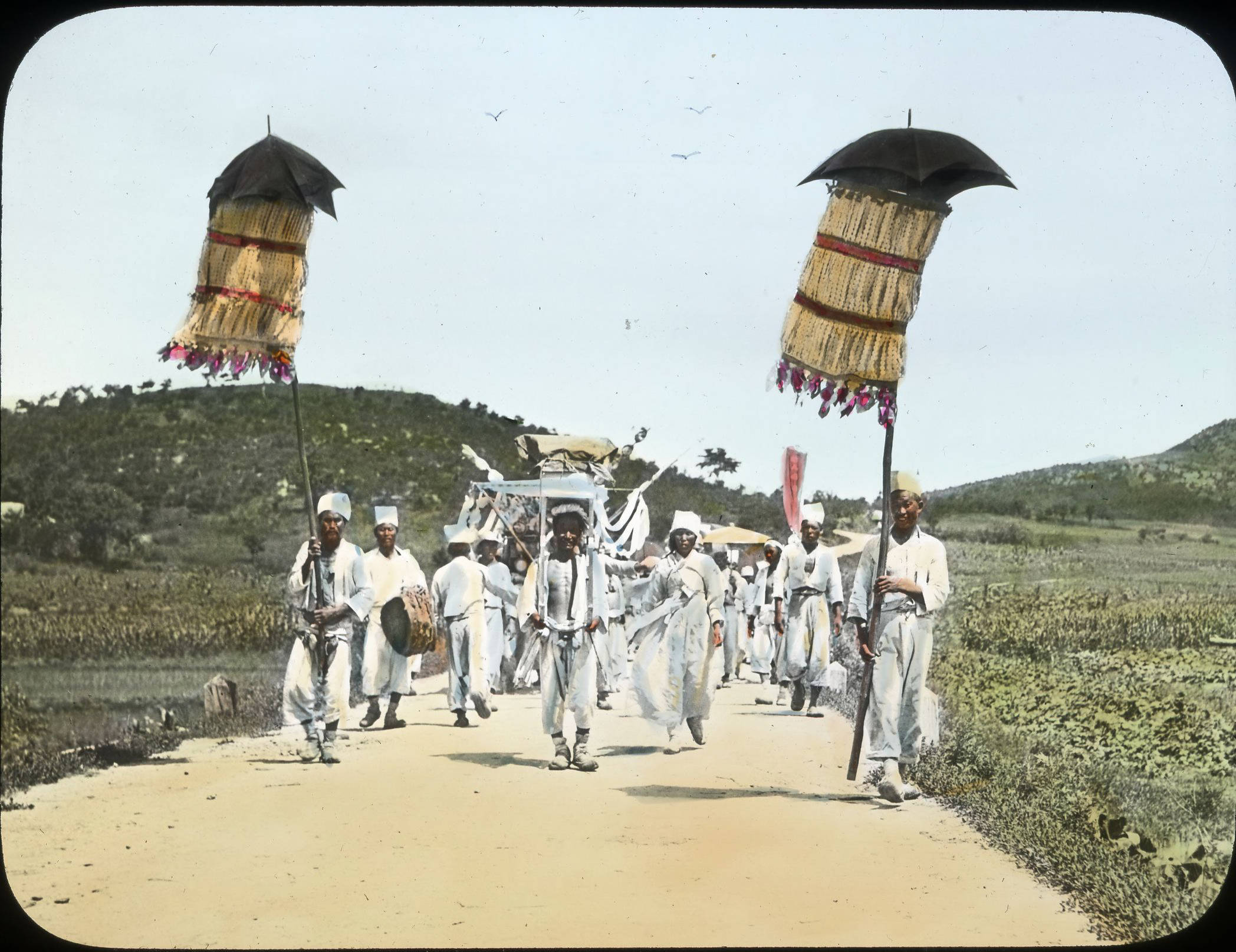
20세기 초 한국의 장례

장례(葬禮, funeral)는 참석자들이 보는 가운데 매장이나 화장 등 시신의 최종 배치와 연계되어 치러지는 의식이다.

## 역사
네안데르탈인은 이미 죽은 자들을 매장할 때, 생전에 직접 사용했던 것을 함께 묻어주었다. 의도적인 매장이 분명한 최초의 흔적은 이스라엘의 카프제(Qafzeh)와 스쿨에 있는 12~9만 년 된 동굴에서 나왔다.
신석기 시대 매장식 무덤에서 시신위에 꽃이 놓여 있었던 것이 발견되어 매장 의식이 있었으리라 추측된다. 최근 연구결과에 따르면 영국의 스톤헨지는 거대한 축제의 장소이자 장례 의식이 행해진 곳이었다고 한다.
고대 국가가 출현하면서 피라미드, 진시황릉, 고인돌, 장군총 등 거대한 통치자의 무덤이 건설되었다.

## 나라별 장례

### 미국
미국은 영토가 매우 넓어 일반적으로 나무 관에 시신을 안치하여 무덤을 만들어 봉분을 쌓아 시신을 땅에 묻는 매장 문화를 선호한다. 과거 원주민들은 유럽 대륙에서 건너온 화장 문화에 매우 반발하여 매장을 우선적으로 선호했다.
최근 미국도 인구가 급격히 늘어남에 따라 화장 문화를 장려하는 편이다.
수장은 아무나 될 수 없다. 미국에서 수장 대상자는 국가원수(대통령.부통령 등)나 국가원수 가족, 현역이나 퇴역 군인 또는 그 가족, 군무원, 국가 유공자와 선박에서 일하는 선원들이나 미국 원양어선(대게잡이선 등) 선장.선원 및 어부 등 배 위에서 일하는 사람들에게만 수장이 허용되며 국방장관의 허가를 받아야 한다.

### 중국
중국은 고대에서부터 나무 관에 시신을 안치하여 무덤을 만들어 봉분을 쌓아 시신을 땅에 묻는 것이 일반적이었다. 그러다가 당나라 시기에 전 세계적으로 교류하는 과정에서 불교가 대세였고, 불교의 영향으로 화장이 확산되었다. 하지만 송나라 시기에 화장이 유교적인 도리에 매우 어긋난다고 판단되어 다시 매장 문화가 확산되었다. 근대 시대부터 인구의 폭발적인 증가로 국토 문제가 심각화되어 중화민국 시기와 현재 중화인민공화국에서는 화장을 장려하고 있으며, 문화대혁명 시기에 화장을 법으로까지 정했다. 이후 매장 문화는 점차 사라지게 되었지만, 권력이 많고 재력이 많은 황족과 왕족과 귀족과 같은 부유층들은 매장을 하는 것이 일반적이다. 시신이 너무 뚱뚱하여 화장로에 못 들어가는 경우에도 예외적으로 매장을 허가한다.
중국에서 장례를 치르며 시신을 매장하는 문화가 거의 사라지게 중국 정부는 장려하고 있으며, 전통적인 매장 방식 장례가 지속돼 묘지 면적이 급증하고 심각한 묘지난까지 발생하면서 화장 문화를 적극 확산시키고 있다.

### 영국
영국은 예로부터 섬나라였던 탓에, 시신을 매장하는 데 땅이 제한적이었다. 따라서 원주민들 대부분은 화장을 했지만, 화장이 기독교의 부활 사상 교리에 매우 어긋난다는 판단에 황실에서는 화장을 금지하고 매장을 장려하였다. 그리고 차선책으로 나무 관에 시신을 안치하여 바다나 강에 빠뜨리는 수장도 장려하였다. 한 때 영국은 대 영국 제국의 이름으로 전 세계의 대부분 식민지를 관할하여 영토가 매우 넓어졌다. 그러나 제 2차 세계대전 이후 영국은 식민지를 모두 잃게 되었고, 결국 최근 화장이 기독교의 교리에 전혀 어긋나지 않다는 점을 들어 다시 화장이 장려되었고, 지금도 영국은 화장을 장려하는 편이다.

### 한국
한국의 사족(士族)은 10촌(五世) 이내의 친족을 의친(懿親), 유복친(有服親)이라 하여 한 가족으로 간주했다. 종형제(從兄弟: 4촌형제)·질부(姪婦:3촌 조카며느리)의 상사(喪事)에 대공복(大功服: 9개월 상복), 종조부모(從祖父母:조부의 형제부부)·재종형제(再從兄弟: 6촌형제)·종질(從姪: 5촌조카)·종손(從孫:6촌손자)의 상사에 소공복(小功服: 5개월 상복), 종증조(從曾祖:증조부의 형제부부)·삼종형제(三從兄弟: 8촌형제)의 상사에 시마복(緦麻服: 3개월 상복)을 입었다.
장례방법이 매장(埋葬)에서 화장(火葬)으로 바뀌었고 대통령 등 국가원수들만 매장을 한다. 유골 처리도 자연으로 돌리는 자연장이 대세이며, 화장 및 납골문화가 확산되면서 묘지 증가에 따른 국토 훼손을 막을 수 있다.

### 일본
일본은 섬나라였던 탓에, 시신을 매장하는 데 땅이 좁았다. 그리하여 일본은 중국으로부터 불교를 받아들이는 과정에서 화장을 선호하게 되었다. 하지만 왕족들과 귀족들 같은 부유층들은 화장 문화가 매우 사악하다고 판단하여, 화장을 꺼려하기도 하였다. 그러나 앞서 말했듯이 일본은 땅이 좁아 매장을 할 수 없었고, 결국 차선책으로 수장 또한 선호되었다. 이후 메이지 유신을 선포한 왕실에서는 국토 문제 해결책으로 화장을 법으로 정하였고, 모든 국민들은 지금까지도 화장을 한다.

## 문화
장례 방식에 가장 큰 영향을 미치는 것은 종교이다. 각 종교의 교의에 의해 선호되거나 금기시되는 장례 방식이 있다.

### 불교
불교의 전통적인 장례 방식은 화장이다. 불교에서는 다비라고 한다. 불교의 화장은 장작 위에 시신을 안치하고 종이로 만든 연꽃 등으로 가린 후 불을 놓아 화장한다. 승려의 경우 화장 후에 유골을 부수어 유골함을 만들고 부도에 안치한다. 이때 사리를 수습하기도 한다.
- 티베트 불교: 티베트 지역에서는 시신을 수습하여 특별한 대에 안치한 후 새들이 쪼아 먹도록 하는 조장을 하였다.
- 한국 태국 등에는 다비식 한다

### 유교
조선 시대에 정착된 유교식 매장 의식은 지금까지 대한민국의 대표적인 장례문화이다.
- 부음: 조선시대에는 사람이 죽으면 그 사람이 입었던 웃옷을 들고 지붕에 올라가 크게 소리쳐 죽음을 알렸다. 근래에는 그리 많이 행해지지 않는다.
- 염습: 사람이 죽으면 시신을 잘 씻기고 수의로 갈아입힌 후 가지런히 수습하였다.
- 입관: 염습한 시신은 3일 또는 5일 동안 살아있는 사람과 같이 대한 후 비로소 관에 넣었다.
- 초상: 입관 후에 처음으로 제사를 지내는 것을 초상이라 한다.
- 발인: 관을 상여에 옮기고 장지로 가기 전에 하는 의식을 발인이라 한다.
- 노제: 죽은 사람과 깊이 관련이 있는 곳이 있을 경우 그 곳에 들러 제사를 지내는 것을 노제라 한다.
- 달구질: 무덤을 파고 관을 넣은 뒤 흙을 다져 봉분을 만드는 것을 달구질이라 한다.
- 소상: 죽은 뒤 1년이 지나 처음 돌아오는 기일에 지내는 제사를 소상이라 한다. 대개 이 날을 기해 탈상한다.
- 탈상: 죽은 뒤 1년 (12개월) 또는 3년 (36개월)간 음력 매월 초하루와 보름에 제사를 지냈다. 그 기간 동안 예전에는 베옷을 입었으나 최근에는 흰 천 등을 옷에 달아 상중임을 표시하거나 더욱 간소화 한 경우에는 초상까지만 표시한다. 더 이상 상중임을 나타내지 않는 것을 탈상이라 하는데 대개 1년 지난 첫 제사 후 탈상한다. 현재는 3년상을 거의 하지 않고 1년 혹은 49일 후에 탈상한다.

### 기독교
기독교에서는 각 교파별 의식에 따른 장례를 성직자가 집전한 뒤 시신을 매장하고 묘비를 세우는 매장이 많았지만, 화장이 기독교의 부활 교리에 어긋나지 않는다고 보아서 최근에는 화장도 장례의 한 방법으로 존중받고 있다. 각 기독교 교파별로 장례에 대한 명칭이 다른데, 성공회에서는 고별성찬례, 로마 가톨릭에선 장례미사, 개신교에서는 장례예배라고 한다.

### 조로아스터교
조로아스터교는 불을 더러운 것을 소멸하는 존재로 숭배하여 배화교라고도 불리는데 시신을 특별한 데에 놓아두어 부패하거나 짐승들이 먹어서 자연히 없어지는 풍장 의식이 있다. 하지만 현대 조로아스터교가 이슬람의 영향으로 쇠퇴하면서 풍장의식도 교세와 함께 쇠퇴하였다.

### 유대교
고대 유대교에서는 기원전 8세기 이후 부활 교리의 영향으로 동굴에 시신을 모신 뒤, 시체가 썩으면 유골을 관에 담았다. 실제로 마태복음을 보면 로마제국의 공권력에 의해, 십자가에 못박혀 죽은 예수의 시신을 아리마대 사람 요셉이 자신의 동굴무덤에 모셨다는 이야기가 있다.

### 이슬람
이슬람의 장례는 부활 신앙에 따라 땅에 시신을 모시는 매장이다. 염(殮)을 한 시신에 수의를 입히며 무덤안의 묘실에 모시며, 관을 사용하지는 않는다.

### 기타
현대에 들어 숲의 나무 옆에 시신을 묻는 수목장이나, 시신을 화장하여 바다나 숲에 뿌리는 화수장 형태 등 다양한 방식의 장례 문화가 파급되고 있다.

## 같이 보기
- 장례식장
- 매장
- 상여
- 수장
- 수목장
- 자연장
- 장례지도사
- 화장 (장례)